# Blancoa (Pholcidae)
Blancoa là một chi nhện trong họ Pholcidae.

## Các loài
Các loài trong chi này gồm:
- Blancoa guacharo Huber, 2000
- Blancoa piacoa Huber, 2000